# Tama (Tucanoan)
Tama, pleme američkih Indijanaca jezične porodice Tucanoan, naseljeno uz gornji tok rijeke Orteguaza u Kolumbiji. Danas su potpuno integrirani s Coreguaje i Carijona Indijancima a njihovim jezikom možda više nitko ne govori.
Tame su nekada živjeli duž rijeka Cagua, Caquetá i gornji Putumayo.

## Rječnik
- insi... sunce
- païcuchi...  mjesec